# Guba
Guba (en azerí: Quba) es una localidad de Azerbaiyán, capital del raión homónimo.
Se encuentra a una altitud de 11 m sobre el nivel del mar. 

## Demografía
Según estimación 2010 contaba con 23951 habitantes.